# Ksar Ibn El Jaâd

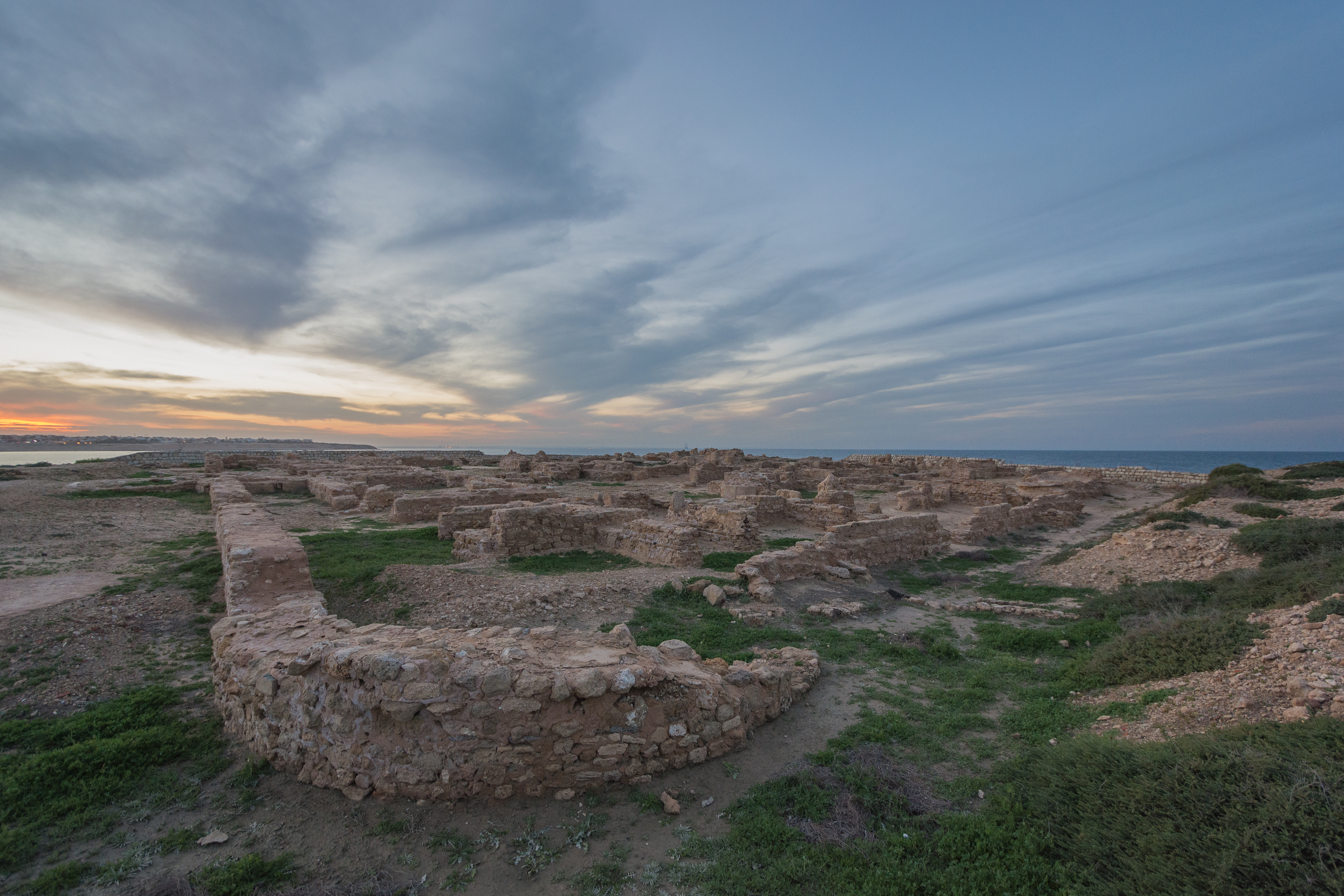
Vue globale du Ksar Ibn El Jaâd.

Ksar Ibn El Jaâd est un site archéologique tunisien situé à Monastir et daté du troisième siècle de l'hégire (IXe siècle-Xe siècle).

## Localisation
Situé à la pointe d'un îlot avancé sans aucune terre arable dans les environs, il appartient au système défensif du ribat de Monastir avec quelques édifices du même type (Ksar Hirthima, Ksar Douayd et Ksar al-Sayyda).

## Architecture
Le plan du Ksar Ibn El Jaâd se compose, comme la plupart des forts aghlabides, d'un bâtiment longitudinal supporté par des tours demi-circulaires. L'intérieur du monument se compose d'un ensemble de pièces entourant une cour à ciel ouvert. Une citerne se trouve au milieu de celle-ci.